# جائزة فرنسا الكبرى 1924
جائزة فرنسا الكبرى 1924 هو سباق فورمولا 1 أقيم بتاريخ 3 أغسطس 1924 في ليون.